# 门罗镇区 (俄亥俄州艾伦县)
门罗镇区是美国俄亥俄州艾伦县的一个镇区，2010年美国人口普查时有2226人居住在该镇区，其中1,702人居住在镇区的未建制地区。
这是全州22个门罗镇区之一。

## 地理
门罗镇区位于艾伦县北部，以下镇区接壤：
- 普特南县普莱曾特镇区 - 北
- 里奇兰镇区 - 东
- 杰克逊镇区 - 东南角
- 巴斯镇区 - 南
- 休格克里克镇区 - 西南
- 普特南县休格克里克镇区 - 西北

开罗位于该镇区西南。

## 政府
镇区有3人组成的理事会管理。理事会理事选举在奇数年11月举行，并在来年1月1日开始四年任期。两名理事的选举在总统选举后一年举行，另一名的选举在总统选举前一年举行。镇区财务官亦由选举产生，与一名镇区理事选举同时举行，不过在来年4月1日才开始四年任期。若财务官或理事职位有空缺，将由剩余理事填补。